# Ortigueira
Ortigueira – miasto w Hiszpanii, w prowincji A Coruña, we wspólnocie autonomicznej Galicja (Hiszpania).

## Historia
- najstarsze ślady osadnictwa znalezione w pobliżu miasta pochodzą sprzed 35 000 lat
- 929 – pierwsze wzmianki o mieście w dokumentach historycznych

## Zabytki i miejsca warte zobaczenia
- Centro Arqueolóxico de la Fundación Ortegalia – muzeum poświęcone prehistorii regionu, m.in. najstarsze megality galicyjskie sprzed 4400 lat p.n.e.
- malownicze plaże i różnorodny krajobraz